# Varga (priimek)
Varga je priimek v Sloveniji in tujini. Po podatkih Statističnega urada Republike Slovenije je na dan 1. januarja 2011 v Slovenji uporabljalo ta priimek 567 oseb.  

## Znani slovenski nosilci priimka
- Dario Varga (*1961), igralec
- Irena Varga (*1960), igralka
- József Varga (1930 - 2021), madžarski literat in hungarist, prof. UM
- Jožef Varga (1807- ?), zbiralec ljudskih pesmi
- Natalija Varga, judoistka
- Romeo Varga, vodja projekta "Romano kher" (Romska hiša)
- Štefan (Ištvan) Varga, madžarski manjšinski delavec
- Velimir Varga (*1980), slovensko-hrvaški nogometaš
- Zoltán Varga, madžarsko-slovenski finančnik?
- Zoltán Varga, salezijanec

## Znani tuji nosilci priimka
- István Varga (*1943). madžarski nogometaš
- Jevgenij Samojlovič Varga / Eugen-Jenő Varga (prv. Eugen Weisz) (1879—1964), madžarsko-judovsko-sovjetski ekonomist
- Tibor Varga (1921—2003), madžarsko-švicarski violinist
- Zoltán Varga (1945—2010), madžarski nogometaš
- Zoltán Varga (*1970), madžarski šahovski velemojster
- priimek več madžarskih politikov:
  - Béla Varga (1903–1995), István Varga, Judit Varga (1980–), Mihály Varga (1965–)